# Нижняя Каменка (Татарстан)
Нижняя Каменка (тат. Түбән Кәминкә) — село в Черемшанском районе Республики Татарстан России. Административный центр Нижнекаменского сельского поселения.

## Этимология
Топоним произошёл от татарского слова «түбән» (нижний) и гидронима «Кәминкә» (Каменка).

## География
Село находится на берегах реки Большая Каменка, на расстоянии 24 километра к северу от села Черемшан, административного центра района. Абсолютная высота — 90 метров над уровнем моря.

### Часовой пояс
Село Нижняя Каменка, как и весь Татарстан, находится в часовой зоне МСК (московское время). Смещение применяемого времени относительно UTC составляет +3:00.

## История
Основано не позднее 1740-х годов. До 1860-х годов жители относились к сословию государственных крестьян. Занимались земледелием (в начале XX века земельный надел сельской общины составлял 1829 десятин), разведением скота. 
В «Списке населенных мест по сведениям 1859 года», изданном в 1866 году, населённый пункт упомянут как казённая деревня Нижняя Каменка 1-го стана Чистопольского уезда Казанской губернии. Располагалась при реке Каменке, по левую сторону торгового тракта из Чистополя в Бугульму, в 79 верстах от уездного города Чистополя и в 32 верстах от становой квартиры в казённом пригороде Новошешминске. В деревне в 241 дворе жили 1426 человек (713 мужчин и 713 женщин). Была мечеть.
По сведениям переписи 1897 года, в деревне Нижняя Каменка Чистопольского уезда Казанской губернии жили 1861 человек (943 мужчины и 918 женщин), все мусульмане.
В начале XX века здесь действовали 3 мечети, мектеб, мельница, крупообдирка, 3 мелочные лавки. 
До 1920 года село входило в Кутеминскую волость Чистопольского уезда Казанской губернии. С 1920 года в составе Чистопольского кантона ТАССР. С 10.08.1930 центр Первомайского района, с 01.02.1963 в Лениногорском, с 12.01.1965 в Черемшанском районах.

## Население
| 1782 | 1859 | 1897 | 1908 | 1920 | 1926 | 1949 | 1958 | 1970 | 1979 | 1989 | 2002 | 2010 |
| ---- | ---- | ---- | ---- | ---- | ---- | ---- | ---- | ---- | ---- | ---- | ---- | ---- |
| 152  | 1260 | 1637 | 1532 | 2205 | 861  | 773  | 873  | 1098 | 889  | 583  | 519  | 518. |

### Национальный состав
Согласно результатам переписи 2002 года, в национальной структуре населения татары составляли 99 % из 519 чел.

## Экономика
Полеводство, молочное скотоводство.

## Инфраструктура
В селе действуют основная школа, детский сад, врачебная амбулатория, сельский дом культуры. К селу приходит автодорога 16К-1656.

## Религия
Мечеть.